# Gran Premio motociclistico di San Marino e della Riviera di Rimini 2017
Il Gran Premio motociclistico di San Marino e della Riviera di Rimini 2017 è stata la tredicesima prova del motomondiale del 2017, ventesima edizione nella storia di questo GP. Tutte e tre le gare in programma si sono svolte in condizioni di pista bagnata e sono state vinte da: Marc Márquez in MotoGP, Thomas Lüthi in Moto2 e Romano Fenati in Moto3.

## MotoGP
Quarta vittoria stagionale in questa classe per Marc Márquez, per il pilota del team Repsol Honda si tratta della sua personale trentatreesima vittoria in MotoGP, cinquantanovesima totale nel motomondiale. Al secondo posto si classifica la Ducati Desmosedici del team OCTO Pramac Racing guidata da Danilo Petrucci, mentre la Desmosedici del Ducati Team giunge terza con Andrea Dovizioso.
Assente in questa gara Valentino Rossi, infortunatosi guidando una moto da enduro, il team Movistar Yamaha decide di non designare un pilota sostitutivo per rimpiazzarlo.
Per quel che concerne il mondiale piloti, Márquez eguaglia i punti di Dovizioso, con entrambi i piloti che si trovano in prima posizione con 199 punti. Terzo con 183 punti si trova invece Maverick Viñales, che chiude in quarta posizione questa gara.

### Arrivati al traguardo
| Pos. | Nº | Pilota           | Squadra                     | Motocicletta       | Giri | Tempo     | Griglia | Punti |
| ---- | -- | ---------------- | --------------------------- | ------------------ | ---- | --------- | ------- | ----- |
| 1º   | 93 | Marc Márquez     | Repsol Honda                | Honda RC213V       | 28   | 50'41.565 | 3º      | 25    |
| 2º   | 9  | Danilo Petrucci  | OCTO Pramac Racing          | Ducati Desmosedici | 28   | +1.192    | 8º      | 20    |
| 3º   | 4  | Andrea Dovizioso | Ducati Team                 | Ducati Desmosedici | 28   | +11.706   | 2º      | 16    |
| 4º   | 25 | Maverick Viñales | Movistar Yamaha             | Yamaha YZR-M1      | 28   | +16.559   | 1º      | 13    |
| 5º   | 51 | Michele Pirro    | Ducati Team                 | Ducati Desmosedici | 28   | +19.499   | 11º     | 11    |
| 6º   | 43 | Jack Miller      | EG 0,0 Marc VDS             | Honda RC213V       | 28   | +24.882   | 14º     | 10    |
| 7º   | 45 | Scott Redding    | OCTO Pramac Racing          | Ducati Desmosedici | 28   | +33.872   | 19º     | 9     |
| 8º   | 42 | Álex Rins        | Suzuki Ecstar               | Suzuki GSX-RR      | 28   | +34.662   | 20º     | 8     |
| 9º   | 94 | Jonas Folger     | Monster Yamaha Tech 3       | Yamaha YZR-M1      | 28   | +54.082   | 16º     | 7     |
| 10º  | 38 | Bradley Smith    | Red Bull KTM Factory Racing | KTM RC16           | 28   | +57.964   | 22º     | 6     |
| 11º  | 44 | Pol Espargaró    | Red Bull KTM Factory Racing | KTM RC16           | 28   | +1'00.440 | 17º     | 5     |
| 12º  | 19 | Álvaro Bautista  | Pull&Bear Aspar             | Ducati Desmosedici | 28   | +1'17.356 | 10º     | 4     |
| 13º  | 35 | Cal Crutchlow    | LCR Honda                   | Honda RC213V       | 28   | +1'35.588 | 4º      | 3     |
| 14º  | 26 | Dani Pedrosa     | Repsol Honda                | Honda RC213V       | 28   | +1'38.857 | 7º      | 2     |
| 15º  | 5  | Johann Zarco     | Monster Yamaha Tech 3       | Yamaha YZR-M1      | 28   | +2'02.212 | 6º      | 1     |
| 16º  | 76 | Loris Baz        | Reale Avintia Racing        | Ducati Desmosedici | 27   | +1 giro   | 15º     |       |
| 17º  | 17 | Karel Abraham    | Pull&Bear Aspar             | Ducati Desmosedici | 27   | +1 giro   | 12º     |       |

### Ritirati
| Nº | Pilota          | Squadra                     | Motocicletta       | Giri | Griglia |
| -- | --------------- | --------------------------- | ------------------ | ---- | ------- |
| 53 | Esteve Rabat    | EG 0,0 Marc VDS             | Honda RC213V       | 19   | 18º     |
| 29 | Andrea Iannone  | Suzuki Ecstar               | Suzuki GSX-RR      | 16   | 21º     |
| 22 | Sam Lowes       | Aprilia Racing Team Gresini | Aprilia RS-GP      | 15   | 23º     |
| 41 | Aleix Espargaró | Aprilia Racing Team Gresini | Aprilia RS-GP      | 13   | 9º      |
| 8  | Héctor Barberá  | Reale Avintia Racing        | Ducati Desmosedici | 11   | 13º     |
| 99 | Jorge Lorenzo   | Ducati Team                 | Ducati Desmosedici | 6    | 5º      |

## Moto2
Dominique Aegerter del team Kiefer Racing ottiene la sua prima vittoria stagionale, seconda della sua carriera nel motomondiale, il pilota svizzero torna alla vittoria a distanza di più di tre anni dalla sua prima affermazione, risalente al GP di Germania del 2014. Con la vittoria di Aegerter anche la Suter torna alla vittoria in una gara del motomondiale, cosa che non accadeva dal GP della Comunità Valenciana del 2014, inoltre con questa vittoria dell'azienda svizzera, si interrompe una serie di 46 vittorie consecutive da parte della Kalex (serie che durava dal GP d'Argentina del 2015).
Alle spalle del vincitore si classifica Thomas Lüthi con la Kalex Moto2 del team CarXpert Interwetten, con Hafizh Syahrin al terzo posto. Per il malese Syahrin si tratta del suo secondo piazzamento a podio nel motomondiale, il primo lo realizzò cinque stagioni prima, quando ottenne un terzo posto in occasione del GP della Malesia del 2012.
Caduto Franco Morbidelli, leader del mondiale, con i 20 punti ottenuti in questa gara Lüthi si riavvicina al primo posto, che al termine di questa gara dista nove punti (Morbidelli 223 punti e Lüthi 214).
Il 15 ottobre viene comunicata la squalifica di Aegerter da questo GP a causa di un olio non conforme utilizzato sulla sua motocicletta, al pilota svizzero viene tolta, pertanto, la vittoria della gara di questa classe. In virtù di questa decisione la vittoria della gara viene assegnata a Thomas Lüthi.

### Arrivati al traguardo
| Pos. | Nº | Pilota             | Squadra                    | Motocicletta       | Giri | Tempo     | Griglia | Punti |
| ---- | -- | ------------------ | -------------------------- | ------------------ | ---- | --------- | ------- | ----- |
| 1º   | 12 | Thomas Lüthi       | CarXpert Interwetten       | Kalex Moto2        | 26   | 51'41.109 | 7º      | 25    |
| 2º   | 55 | Hafizh Syahrin     | Petronas Raceline Malaysia | Kalex Moto2        | 26   | +6.475    | 14º     | 20    |
| 3º   | 42 | Francesco Bagnaia  | SKY Racing Team VR46       | Kalex Moto2        | 26   | +19.823   | 6º      | 16    |
| 4º   | 41 | Brad Binder        | Red Bull KTM Ajo           | KTM Moto2          | 26   | +22.449   | 17º     | 13    |
| 5º   | 11 | Sandro Cortese     | Dynavolt Intact GP         | Suter MMX2         | 26   | +40.021   | 13º     | 11    |
| 6º   | 40 | Fabio Quartararo   | Pons HP40                  | Kalex Moto2        | 26   | +41.707   | 10º     | 10    |
| 7º   | 24 | Simone Corsi       | Speed Up Racing            | Speed Up SF7       | 26   | +55.526   | 8º      | 9     |
| 8º   | 89 | Khairul Idham Pawi | IDEMITSU Honda Team Asia   | Kalex Moto2        | 26   | +1'00.095 | 29º     | 8     |
| 9º   | 2  | Jesko Raffin       | Garage Plus Interwetten    | Kalex Moto2        | 26   | +1'18.792 | 27º     | 7     |
| 10º  | 30 | Takaaki Nakagami   | IDEMITSU Honda Team Asia   | Kalex Moto2        | 26   | +1'31.048 | 5º      | 6     |
| 11º  | 15 | Alex De Angelis    | Dynavolt Intact GP         | Suter MMX2         | 25   | +1 giro   | 26º     | 5     |
| 12º  | 87 | Remy Gardner       | Tech 3 Racing              | Tech 3 Mistral 610 | 25   | +1 giro   | 22º     | 4     |
| 13º  | 45 | Tetsuta Nagashima  | Teluru SAG                 | Kalex Moto2        | 25   | +1 giro   | 28º     | 3     |
| 14º  | 97 | Xavi Vierge        | Tech 3 Racing              | Tech 3 Mistral 610 | 25   | +1 giro   | 15º     | 2     |
| 15º  | 22 | Federico Fuligni   | Forward Junior             | Kalex Moto2        | 25   | +1 giro   | 32º     | 1     |

### Ritirati
| Nº | Pilota              | Squadra                 | Motocicletta | Giri | Griglia |
| -- | ------------------- | ----------------------- | ------------ | ---- | ------- |
| 62 | Stefano Manzi       | SKY Racing Team VR46    | Kalex Moto2  | 22   | 16º     |
| 20 | Joe Roberts         | AGR Team                | Kalex Moto2  | 12   | 30º     |
| 5  | Andrea Locatelli    | Italtrans Racing        | Kalex Moto2  | 11   | 21º     |
| 27 | Iker Lecuona        | Garage Plus Interwetten | Kalex Moto2  | 11   | 19º     |
| 44 | Miguel Oliveira     | Red Bull KTM Ajo        | KTM Moto2    | 10   | 9º      |
| 19 | Xavier Siméon       | Tasca Racing            | Kalex Moto2  | 9    | 24º     |
| 37 | Augusto Fernández   | Speed Up Racing         | Speed Up SF7 | 9    | 25º     |
| 32 | Isaac Viñales       | BE-A-VIP SAG            | Kalex Moto2  | 7    | 23º     |
| 9  | Jorge Navarro       | Federal Oil Gresini     | Kalex Moto2  | 5    | 12º     |
| 57 | Edgar Pons          | Pons HP40               | Kalex Moto2  | 5    | 18º     |
| 21 | Franco Morbidelli   | EG 0,0 Marc VDS         | Kalex Moto2  | 3    | 2º      |
| 54 | Mattia Pasini       | Italtrans Racing        | Kalex Moto2  | 2    | 1º      |
| 7  | Lorenzo Baldassarri | Forward Racing          | Kalex Moto2  | 2    | 4º      |
| 6  | Tarran Mackenzie    | Kiefer Racing           | Suter MMX2   | 1    | 31º     |
| 10 | Luca Marini         | Forward Racing          | Kalex Moto2  | 0    | 11º     |

### Non partiti
| Nº | Pilota       | Squadra         | Motocicletta | Griglia |
| -- | ------------ | --------------- | ------------ | ------- |
| 49 | Axel Pons    | RW Racing GP    | Kalex Moto2  | 20º     |
| 73 | Álex Márquez | EG 0,0 Marc VDS | Kalex Moto2  |         |

### Squalificato
| Nº | Pilota             | Squadra       | Motocicletta | Giri | Tempo     | Griglia |
| -- | ------------------ | ------------- | ------------ | ---- | --------- | ------- |
| 77 | Dominique Aegerter | Kiefer Racing | Suter MMX2   | 26   | 51'39.709 | 3º      |

## Moto3
La gara di apertura del GP viene vinta da Romano Fenati con la Honda NSF250R del team Marinelli Rivacold Snipers, per il pilota italiano si tratta della seconda vittoria stagionale, nona della sua carriera nel motomondiale (tutte ottenute in Moto3). Ad oltre 28 secondi dal vincitore giunge Joan Mir anche lui su Honda ma gestita dal team Leopard Racing, con Fabio Di Giannantonio del team Del Conca Gresini sul terzo gradino del podio.
Per quel che concerne la graduatoria iridata, Mir perde cinque punti rispetto a Fenati, ma mantiene il comando con 246 punti contro i 185 del pilota italiano.

### Arrivati al traguardo
| Pos. | Nº | Pilota                | Squadra                    | Motocicletta   | Giri | Tempo     | Griglia | Punti |
| ---- | -- | --------------------- | -------------------------- | -------------- | ---- | --------- | ------- | ----- |
| 1º   | 5  | Romano Fenati         | Marinelli Rivacold Snipers | Honda NSF250R  | 23   | 46'24.290 | 5º      | 25    |
| 2º   | 36 | Joan Mir              | Leopard Racing             | Honda NSF250R  | 23   | +28.594   | 2º      | 20    |
| 3º   | 21 | Fabio Di Giannantonio | Del Conca Gresini          | Honda NSF250R  | 23   | +39.035   | 3º      | 16    |
| 4º   | 65 | Philipp Öttl          | Südmetall Schedl GP Racing | KTM RC 250 GP  | 23   | +55.591   | 11º     | 13    |
| 5º   | 8  | Nicolò Bulega         | SKY Racing Team VR46       | KTM RC 250 GP  | 23   | +1'02.433 | 8º      | 11    |
| 6º   | 64 | Bo Bendsneyder        | Red Bull KTM Ajo           | KTM RC 250 GP  | 23   | +1'09.312 | 7º      | 10    |
| 7º   | 84 | Jakub Kornfeil        | Peugeot MC Saxoprint       | Peugeot        | 23   | +1'09.984 | 15º     | 9     |
| 8º   | 75 | Albert Arenas         | Aspar Mahindra             | Mahindra MGP3O | 23   | +1'13.420 | 26º     | 8     |
| 9º   | 16 | Andrea Migno          | SKY Racing Team VR46       | KTM RC 250 GP  | 23   | +1'22.747 | 24º     | 7     |
| 10º  | 15 | Jaume Masiá           | Platinum Bay Real Estate   | KTM RC 250 GP  | 23   | +1'32.446 | 16º     | 6     |
| 11º  | 96 | Manuel Pagliani       | CIP                        | Mahindra MGP3O | 23   | +1'39.088 | 21º     | 5     |
| 12º  | 42 | Marcos Ramírez        | Platinum Bay Real Estate   | KTM RC 250 GP  | 23   | +1'39.925 | 13º     | 4     |
| 13º  | 57 | Alex Fabbri           | Minimoto Portomaggiore     | Mahindra MGP3O | 22   | +1 giro   | 32º     | 3     |
| 14º  | 33 | Enea Bastianini       | Estrella Galicia 0,0       | Honda NSF250R  | 22   | +1 giro   | 4º      | 2     |
| 15º  | 48 | Lorenzo Dalla Porta   | Aspar Mahindra             | Mahindra MGP3O | 22   | +1 giro   | 12º     | 1     |

### Ritirati
| Nº | Pilota                 | Squadra                    | Motocicletta   | Giri | Griglia |
| -- | ---------------------- | -------------------------- | -------------- | ---- | ------- |
| 4  | Patrik Pulkkinen       | Peugeot MC Saxoprint       | Peugeot        | 22   | 27º     |
| 44 | Arón Canet             | Estrella Galicia 0,0       | Honda NSF250R  | 20   | 9º      |
| 51 | Kevin Zannoni          | Althea Racing              | KTM RC 250 GP  | 19   | 28º     |
| 27 | Kaito Toba             | Honda Team Asia            | Honda NSF250R  | 18   | 25º     |
| 23 | Niccolò Antonelli      | Red Bull KTM Ajo           | KTM RC 250 GP  | 17   | 20º     |
| 14 | Tony Arbolino          | SIC58 Squadra Corse        | Honda NSF250R  | 15   | 17º     |
| 71 | Ayumu Sasaki           | SIC Racing                 | Honda NSF250R  | 13   | 10º     |
| 12 | Marco Bezzecchi        | CIP                        | Mahindra MGP3O | 13   | 19º     |
| 88 | Jorge Martín           | Del Conca Gresini          | Honda NSF250R  | 9    | 1º      |
| 58 | Juanfran Guevara       | RBA BOE Racing             | KTM RC 250 GP  | 8    | 18º     |
| 17 | John McPhee            | British Talent             | Honda NSF250R  | 7    | 14º     |
| 95 | Jules Danilo           | Marinelli Rivacold Snipers | Honda NSF250R  | 7    | 29º     |
| 7  | Adam Norrodin          | SIC Racing                 | Honda NSF250R  | 5    | 22º     |
| 24 | Tatsuki Suzuki         | SIC58 Squadra Corse        | Honda NSF250R  | 3    | 31º     |
| 41 | Nakarin Atiratphuvapat | Honda Team Asia            | Honda NSF250R  | 3    | 23º     |
| 19 | Gabriel Rodrigo        | RBA BOE Racing             | KTM RC 250 GP  | 2    | 6º      |

### Non partiti
| Nº | Pilota        | Squadra        | Motocicletta  |
| -- | ------------- | -------------- | ------------- |
| 6  | María Herrera | AGR Team       | KTM RC 250 GP |
| 11 | Livio Loi     | Leopard Racing | Honda NSF250R |